# Нікопольський фаховий коледж українського Державного університету науки і технологій
Відокремлений структурний підрозділ «Нікопольський фаховий коледж українського Державного університету науки і технологій»" — вищий навчальний заклад І рівня акредитації.

## Історія

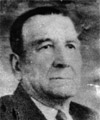
Федот Семенович Рудобашта

У березні 1944 року наказом наркома чорної металургії СРСР І. Т. Тевосяна був створений Нікопольський металургійний технікум. Спочатку він був філією Дніпропетровського індустріального, а з жовтня 1945 року — філією Запорізького металургійного технікуму. Із серпня 1948 року НМТ став самостійним навчальним закладом.
Першим директором був призначений Федот Семенович Рудобашта — прекрасна людина, педагог й організатор. За короткий час він створив колектив однодумців — викладачів і вихователів, які в найскладніших умовах розпочали підготовку фахівців для підприємств чорної металургії.
У 1974 році Нікопольський металургійний технікум отримав новий комплекс навчальних корпусів по пр. Леніна, 18, де розташовується по теперішній час.
У 1996 р. — технікум входить, до складу Державної металургійної академії України як структурний підрозділ. У 1997 р. було поновлено роботу заочного відділення технікуму. У 1999—2000 рр. технікум успішно пройшов атестацію та акредитацію, підтвердивши своє право на здійснення освітянської діяльності і отримав статус ВНЗ І рівня акредитації.
У 1999 р. Державній металургійній академії України надається статус національної. У 2003 р. на базі технікуму відкрито Нікопольський факультет НМетАУ.

## Освітній процес

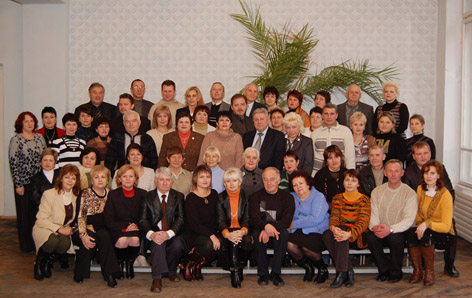
Педагогічний колектив

Три навчально-лабораторних корпуси, в яких:
- сучасно обладнані 68 навчальних кабінетів та 27 лабораторій, комп'ютерні класи, слюсарно-механічні, електромонтажні майстерні,
- бібліотека з читальною залою, спортивно-оздоровчий комплекс: спортивна та тренажерна зали, стадіон.
- Висококваліфікований педагогічний колектив.

В технікумі розроблена та впроваджена в навчально-виховний процес система формування особистості й колективу навчального закладу. Першочерговою метою якої є підготовка молодшого спеціаліста, освіченої творчої особистості з високим рівнем морального й фізичного розвитку. Що є результатом послідовної цілеспрямованої роботи по формуванню особистості від абітурієнта до випускника навчального закладу.
Більш ніж 18000 випускників працюють на підприємствах регіону та України, серед яких такі: ВАТ «Нікопольський завод феросплавів», ТОВ «Інтерпайп Ніко Т'юб», ЗАТ «Нікопольський завод технологічної оснастки», ВАТ «Нікопольський південно-трубний завод», ЗАТ «Сентравіс Продакшн Юкрейн», ЗАТ «НЗСТ „ЮТиСТ“», Науково-виробниче об'єднання (НВО) «Трубосталь», ЗАТ «Трубний завод ВСМПО-АВІСМА», ЗАТ «Нікопольський кранобудівний завод», ТОВ «Механічний завод», ЗАТ «Ремонтний завод», ЗАТ «Енергоресурси».

## Спеціальності
Технікум готує молодших спеціалістів за напрямками:
- 0906 Електротехніка та електротехнології (5.05010704 «Монтаж і експлуатація електроустаткування підприємств і цивільних споруд»)
- 6.050401 Металургія (5.05040103 «Виробництво сталі і феросплавів», 5.05040106 «Обробка металів тиском»)
- 6.050502 Інженерна механіка (5.05050205 «Обслуговування та ремонт обладнання металургійних підприємств»)
- 6.050503 Машинобудування (5.05050501 «Інструментальне виробництво»)

Форма навчання: денна.
Термін навчання:
- на базі 9 класів: 3 роки 10 місяців
- на базі 11 класів: 2 роки 10 місяців